# Sverige i paralympiska sommarspelen 2012
Sverige deltog i de fjortonde paralympiska sommarspelen i London 2012.

## Medaljörer
| Medalj | Namn                                                                                              | Sport           | Gren                                   |
| ------ | ------------------------------------------------------------------------------------------------- | --------------- | -------------------------------------- |
| Guld   | Anna-Carin Ahlquist                                                                               | Bordtennis      | Damernas singel (klass 3)              |
| Guld   | Maja Reichard                                                                                     | Simning         | Damernas 100 m bröstsim (SB11)         |
| Guld   | Jonas Jacobsson                                                                                   | Skytte          | Herrarnas helmatch (SH1)               |
| Guld   | Stefan Olsson Peter Wikström                                                                      | Rullstolstennis | Herrarnas dubbel                       |
| Silver | Jonas Jacobsson                                                                                   | Skytte          | Herrarnas 10 m stående luftgevär (SH1) |
| Silver | Anders Olsson                                                                                     | Simning         | Herrarnas 400 m frisim (S6)            |
| Silver | Jeffery Ige                                                                                       | Friidrott       | Herrarnas kulstötning (F20)            |
| Silver | Anna-Carin Ahlquist Ingela Lundbäck                                                               | Bordtennis      | Damernas lagtävling (klass 4-5)        |
| Brons  | Josefin Abrahamsson                                                                               | Bordtennis      | Damernas singel (klass 8)              |
| Brons  | Ingela Lundbäck                                                                                   | Bordtennis      | Damernas singel (klass 5)              |
| Brons  | Emil Andersson                                                                                    | Bordtennis      | Herrarnas singel (klass 8)             |
| Brons  | Viktoria Andersson Anna Dahlberg Malin Gustavsson Josefin Jälmestål Sofia Naesström Maria Wåglund | Goalball        | Damernas turnering                     |

## Boccia
| Namn                | Gren             | Rankingsmatch         | Åttondelsfinal            | Kvartsfinal          | Semifinal            | Final                | Plac. |
| Namn                | Gren             | Motståndare Resultat  | Motståndare Resultat      | Motståndare Resultat | Motståndare Resultat | Motståndare Resultat | Plac. |
| ------------------- | ---------------- | --------------------- | ------------------------- | -------------------- | -------------------- | -------------------- | ----- |
| Christoffer Hagdahl | Individuellt BC3 | Martins (BRA) · F 2–6 | Peña Cortes (ESP) · F 2–3 | Avancerade inte      | Avancerade inte      | Avancerade inte      |       |

## Bordtennis
| Namn                                | Gren                      | Gruppspel                  | Gruppspel               | Gruppspel            | Åttondelsfinal       | Kvartsfinal            | Semifinal             | Final / BM            | Plac. |
| Namn                                | Gren                      | Motståndare Resultat       | Motståndare Resultat    | Motståndare Resultat | Motståndare Resultat | Motståndare Resultat   | Motståndare Resultat  | Motståndare Resultat  | Plac. |
| ----------------------------------- | ------------------------- | -------------------------- | ----------------------- | -------------------- | -------------------- | ---------------------- | --------------------- | --------------------- | ----- |
| Emil Andersson                      | Herrarnas singel klass 8  | BYE                        | BYE                     | BYE                  | i.u.                 | Sun (CHN) · V 3–2      | Csejtej (SVK) · F 2–3 | Wilson (GBR) · V 3–0  | 3     |
| Fredrik Andersson                   | Herrarnas singel klass 10 | Abdelwahab (EGY) · F 2–3   | Berecki (HUN) · V 3–1   | i.u.                 | i.u.                 | Avancerade inte        | Avancerade inte       | Avancerade inte       |       |
| Linus Karlsson                      | Herrarnas singel klass 9  | Cabestany (FRA) · F 2–3    | Leibovitz (USA) · F 1–3 | i.u.                 | i.u.                 | Avancerade inte        | Avancerade inte       | Avancerade inte       |       |
| Fabian Rignell                      | Herrarnas singel klass 8  | Jambor (SVK) · V 3–2       | Csonka (HUN) · F 0-3    | i.u.                 | i.u.                 | Avancerade inte        | Avancerade inte       | Avancerade inte       |       |
| Alexander Öhgren                    | Herrarnas singel klass 3  | Makszin (ROU) · F 2–3      | Piñas (ESP) · V 3–1     | i.u.                 | i.u.                 | Avancerade inte        | Avancerade inte       | Avancerade inte       |       |
| Emil Andersson Fabian Rignell       | Herrarnas lag klass 6-8   | i.u.                       | i.u.                    | i.u.                 | Tjeckien V 3–2       | Tyskland F 1–3         | Avancerade inte       | Avancerade inte       |       |
| Fredrik Andersson Linus Karlsson    | Herrarnas lag klass9-10   | i.u.                       | i.u.                    | i.u.                 | Frankrike V 3–2      | Polen F 2–3            | Avancerade inte       | Avancerade inte       |       |
| Josefin Abrahamsson                 | Damernas singel klass 8   | Kamkasomphou (FRA) · F 0–3 | Mahmoud (EGY) · V 3–1   | Yu (CHN) · V 3–2     | i.u.                 | i.u.                   | Mao (CHN) · F 0–3     | Medina (PHI) · V 3–0  | 3     |
| Anna-Carin Ahlquist                 | Damernas singel klass 3   | BYE                        | BYE                     | BYE                  | i.u.                 | Campbell (GBR) · V 3–0 | Kanova (SVK) · V 3–0  | Mader (AUT) · V 3–0   | 1     |
| Ingela Lundbäck                     | Damernas singel klass 5   | Hsiao (TPE) · V 3–2        | Wong (HKG) · V 3–2      | i.u.                 | i.u.                 | i.u.                   | Zhang (CHN) · F 0–3   | Abuawad (JOR) · V 3–2 | 3     |
| Anna-Carin Ahlquist Ingela Lundbäck | Damernas lag klass 4-5    | i.u.                       | i.u.                    | i.u.                 | BYE                  | Jordanien V 3–0        | Sydkorea V 3–1        | Kina F 0–3            | 2     |

## Bågskytte
| Namn           | Gren                                 | Rankingrunda | Rankingrunda | Sextondelsfinal      | Åttondelsfinal          | Kvartsfinal          | Semifinal            | Final                | Plac. |
| Namn           | Gren                                 | Score        | Seed         | Motståndare Resultat | Motståndare Resultat    | Motståndare Resultat | Motståndare Resultat | Motståndare Resultat | Plac. |
| -------------- | ------------------------------------ | ------------ | ------------ | -------------------- | ----------------------- | -------------------- | -------------------- | -------------------- | ----- |
| Robert Larsson | Herrarnas individuella compound open | 636          | 19           | Lee (KOR) · V 7–3    | Hancı (TUR) · F 1–7     | Avancerade inte      | Avancerade inte      | Avancerade inte      |       |
| Zandra Reppe   | Damernas individuella compound open  | 642          | 7            | i.u.                 | Polegaeva (RUS) · F 4–6 | Avancerade inte      | Avancerade inte      | Avancerade inte      |       |

## Friidrott
| Namn               | Gran                      | Försök        | Försök        | Final           | Final           |
| Namn               | Gran                      | Resultat      | Placering     | Resultat        | Placering       |
| ------------------ | ------------------------- | ------------- | ------------- | --------------- | --------------- |
| Niklas Almers      | Herrarnas 100 m T54       | 14.89         | 13            | Avancerade inte | Avancerade inte |
| Jeffrey Ige        | Herrarnas kulstötning F20 | i.u.          | i.u.          | 15.50           | 2               |
| Per Jonsson        | Herrarnas 200 m T13       | 24.42         | 19            | Avancerade inte | Avancerade inte |
| Per Jonsson        | Herrarnas längdhopp F13   | i.u.          | i.u.          | 6.48            | 4               |
| Tobias Jonsson     | Herrarnas 200 m T13       | Startade inte | Startade inte | Avancerade inte | Avancerade inte |
| Tobias Jonsson     | Herrarnas längdhopp F13   | i.u.          | i.u.          | 5.83            | 10              |
| Richard Straht     | Herrarnas längdhopp F11   | i.u.          | i.u.          | 5.67            | 7               |
| Emma Eriksson      | Damernas längdhopp F20    | i.u.          | i.u.          | 4.78            | 5               |
| Gunilla Wallengren | Damernas 400 m T54        | 58.24         | 8             | 58.74           | 8               |
| Gunilla Wallengren | Damernas 800 m T54        | 1:57.14       | 11            | Avancerade inte | Avancerade inte |
| Gunilla Wallengren | Damernas 1500 m T54       | 3:33.53       | 6             | 3:39.02         | 9               |

## Goalball
Herrar
Gruppspel
| Lag            | S | V | O | F | GM | IM | MS  | P  |
| -------------- | - | - | - | - | -- | -- | --- | -- |
| Turkiet        | 5 | 4 | 1 | 0 | 26 | 6  | +20 | 13 |
| Brasilien      | 5 | 3 | 0 | 2 | 30 | 20 | +10 | 9  |
| Litauen        | 5 | 2 | 2 | 1 | 33 | 20 | +13 | 8  |
| Finland        | 5 | 2 | 0 | 3 | 16 | 24 | −8  | 6  |
| Sverige        | 5 | 1 | 2 | 2 | 16 | 25 | −9  | 5  |
| Storbritannien | 5 | 0 | 1 | 4 | 9  | 35 | −26 | 1  |

|  | Kvalificerad för kvartsfinal |

|             | 30 Augusti 2012 | Turkiet | 9–2   | Sverige | Copper Box, London |  |
| 11:30 (BST) | 11:30 (BST)     |         | (4–0) |         |                    |  |
| 11:30 (BST) | 11:30 (BST)     |         |       |         |                    |  |
| 11:30 (BST) | 11:30 (BST)     |         |       |         |                    |  |

|             | 31 Augusti 2012 | Brasilien | 4–5   | Sverige | Copper Box, London |  |
| 13:45 (BST) | 13:45 (BST)     |           | (1–3) |         |                    |  |
| 13:45 (BST) | 13:45 (BST)     |           |       |         |                    |  |
| 13:45 (BST) | 13:45 (BST)     |           |       |         |                    |  |

|             | 1 September 2012 | Sverige | 3–3   | Storbritannien | Copper Box, London |  |
| 10:15 (BST) | 10:15 (BST)      |         | (1–2) |                |                    |  |
| 10:15 (BST) | 10:15 (BST)      |         |       |                |                    |  |
| 10:15 (BST) | 10:15 (BST)      |         |       |                |                    |  |

|             | 2 September 2012 | Sverige | 5–5   | Litauen | Copper Box, London |  |
| 19:45 (BST) | 19:45 (BST)      |         | (3–3) |         |                    |  |
| 19:45 (BST) | 19:45 (BST)      |         |       |         |                    |  |
| 19:45 (BST) | 19:45 (BST)      |         |       |         |                    |  |

|             | 4 September 2012 | Finland | 4–1   | Sverige | Copper Box, London |  |
| 17:15 (BST) | 17:15 (BST)      |         | (3–0) |         |                    |  |
| 17:15 (BST) | 17:15 (BST)      |         |       |         |                    |  |
| 17:15 (BST) | 17:15 (BST)      |         |       |         |                    |  |

Damer
Gruppspel
| Lag        | S | V | O | F | GM | IM | MS  | P |
| ---------- | - | - | - | - | -- | -- | --- | - |
| Kanada     | 4 | 3 | 0 | 1 | 6  | 3  | +3  | 9 |
| Japan      | 4 | 2 | 1 | 1 | 5  | 3  | +2  | 7 |
| Sverige    | 4 | 2 | 1 | 1 | 11 | 11 | 0   | 7 |
| USA        | 4 | 2 | 0 | 2 | 9  | 4  | +5  | 6 |
| Australien | 4 | 0 | 0 | 4 | 7  | 17 | −10 | 0 |

|  | Kvalificerad för kvartsfinal |

|             | 30 Augusti 2012 | USA | 5–1   | Sverige | Copper Box, London |  |
| 21:00 (BST) | 21:00 (BST)     |     | (4–0) |         |                    |  |
| 21:00 (BST) | 21:00 (BST)     |     |       |         |                    |  |
| 21:00 (BST) | 21:00 (BST)     |     |       |         |                    |  |

|             | 1 September 2012 | Kanada | 1–2   | Sverige | Copper Box, London |  |
| 13:45 (BST) | 13:45 (BST)      |        | (1–1) |         |                    |  |
| 13:45 (BST) | 13:45 (BST)      |        |       |         |                    |  |
| 13:45 (BST) | 13:45 (BST)      |        |       |         |                    |  |

|             | 2 September 2012 | Sverige | 0–0   | Japan | Copper Box, London |  |
| 11:30 (BST) | 11:30 (BST)      |         | (0–0) |       |                    |  |
| 11:30 (BST) | 11:30 (BST)      |         |       |       |                    |  |
| 11:30 (BST) | 11:30 (BST)      |         |       |       |                    |  |

|             | 4 September 2012 | Sverige | 8–5   | Australien | Copper Box, London |  |
| 12:30 (BST) | 12:30 (BST)      |         | (6–3) |            |                    |  |
| 12:30 (BST) | 12:30 (BST)      |         |       |            |                    |  |
| 12:30 (BST) | 12:30 (BST)      |         |       |            |                    |  |

Kvartsfinal
|             | 5 September 2012 | Storbritannien | 1–2   | Sverige | Copper Box, London |  |
| 12:45 (BST) | 12:45 (BST)      |                | (0–0) |         |                    |  |
| 12:45 (BST) | 12:45 (BST)      |                |       |         |                    |  |
| 12:45 (BST) | 12:45 (BST)      |                |       |         |                    |  |

Semifinal
|             | 6 September 2012 | Sverige | 3–4   | Japan | Copper Box, London |  |
| 15:00 (BST) | 15:00 (BST)      |         | (0–0) |       |                    |  |
| 15:00 (BST) | 15:00 (BST)      |         |       |       |                    |  |
| 15:00 (BST) | 15:00 (BST)      |         |       |       |                    |  |

Bronsmatch
|             | 7 September 2012 | Finland | 1–5   | Sverige | Copper Box, London |  |
| 13:30 (BST) | 13:30 (BST)      |         | (0–1) |         |                    |  |
| 13:30 (BST) | 13:30 (BST)      |         |       |         |                    |  |
| 13:30 (BST) | 13:30 (BST)      |         |       |         |                    |  |

## Judo
-63 kg Nicolina Pernheim
```
Damer - 63 kg
```

Kvartsfinal och förlust mot
Marta Arce Payno ESP
Återkval och förlust i återkval mot
Soazo, Naomi VEN 
Medaljörer
- Guld Rodriguez Clark, Dalidaivis CUB
- Silver Zhou, Tong CHI
- Brons Bernardes Milan, Daniele BRA
- Brons Arce Payno, Marta SPA

## Rullstolsrugby
Gruppspel
| Team       | S | V | F | GM  | IM  | MS  | P |
| ---------- | - | - | - | --- | --- | --- | - |
| Australien | 3 | 3 | 0 | 182 | 142 | +40 | 6 |
| Kanada     | 3 | 2 | 1 | 163 | 166 | -3  | 4 |
| Sverige    | 3 | 1 | 2 | 151 | 155 | -4  | 2 |
| Belgien    | 3 | 0 | 3 | 135 | 168 | -33 | 0 |

|  | Kvalificerad för semifinal |

|             | 5 September 2012 | Sverige | 52–42   | Belgien | Basketball Arena, London |  |
| 16:15 (BST) | 16:15 (BST)      |         | (26–19) |         |                          |  |
| 16:15 (BST) | 16:15 (BST)      |         |         |         |                          |  |
| 16:15 (BST) | 16:15 (BST)      |         |         |         |                          |  |

|             | 6 September 2012 | Sverige | 47–60   | Australien | Basketball Arena, London |  |
| 14:00 (BST) | 14:00 (BST)      |         | (21–36) |            |                          |  |
| 14:00 (BST) | 14:00 (BST)      |         |         |            |                          |  |
| 14:00 (BST) | 14:00 (BST)      |         |         |            |                          |  |

|             | 7 September 2012 | Kanada | 53–52   | Sverige | Basketball Arena, London |  |
| 12:15 (BST) | 12:15 (BST)      |        | (27–28) |         |                          |  |
| 12:15 (BST) | 12:15 (BST)      |        |         |         |                          |  |
| 12:15 (BST) | 12:15 (BST)      |        |         |         |                          |  |

Match om 5–8 plats
|             | 8 September 2012 | Sverige | 58–48   | Frankrike | Basketball Arena, London |  |
| 14:00 (BST) | 14:00 (BST)      |         | (29–27) |           |                          |  |
| 14:00 (BST) | 14:00 (BST)      |         |         |           |                          |  |
| 14:00 (BST) | 14:00 (BST)      |         |         |           |                          |  |

Match om 5–6 plats
|             | 8 September 2012 | Storbritannien | 59–47   | Sverige | Basketball Arena, London |  |
| 21:15 (BST) | 21:15 (BST)      |                | (27–22) |         |                          |  |
| 21:15 (BST) | 21:15 (BST)      |                |         |         |                          |  |
| 21:15 (BST) | 21:15 (BST)      |                |         |         |                          |  |

## Rullstolstennis
| Namn                         | Gren             | 32-delsfinal                 | Sextondelsfinal                      | Åttondelsfinal                     | Kvartsfinal                             | Semifinal                             | Final                                | Plac. |
| Namn                         | Gren             | Motståndare Resultat         | Motståndare Resultat                 | Motståndare Resultat               | Motståndare Resultat                    | Motståndare Resultat                  | Motståndare Resultat                 | Plac. |
| ---------------------------- | ---------------- | ---------------------------- | ------------------------------------ | ---------------------------------- | --------------------------------------- | ------------------------------------- | ------------------------------------ | ----- |
| Stefan Olsson                | Herrarnas singel | Denayer (BEL) · V 6–0, 6–0   | Lee (KOR) · V 6–1, 6–2               | Reid (GBR) · F 5–7, 4–6            | Avancerade inte                         | Avancerade inte                       | Avancerade inte                      |       |
| Peter Wikström               | Herrarnas singel | Kellerman (AUS) · F 4–6, 3–6 | Avancerade inte                      | Avancerade inte                    | Avancerade inte                         | Avancerade inte                       | Avancerade inte                      |       |
| Stefan Olsson Peter Vikström | Herrarnas dubbel | i.u.                         | Baldwin / Yablong (USA) · V 6–0, 6–1 | Arzola / Blanch (ESP) · V 6–1, 6–0 | Egberink / Scheffers (NED) · V 6–3, 6–2 | Houdet / Jeremiasz (FRA) · V 6–1, 7–6 | Cattaneo / Peifer (FRA) · W 6–1, 6–2 | 1     |
| Anders Hård                  | Quadsingel       | i.u.                         | i.u.                                 | Lapthorne (GBR) · V 5–7, 6–3, 6–3  | Taylor (USA) · F 6–4, 4–6, 1–6          | Avancerade inte                       | Avancerade inte                      |       |
| Marcus Jonsson               | Quadsingel       | i.u.                         | i.u.                                 | Weinberg (ISR) · F 1–6, 2–6        | Avancerade inte                         | Avancerade inte                       | Avancerade inte                      |       |
| Anders Hård Marcus Jonsson   | Quaddubbel       | i.u.                         | i.u.                                 | i.u.                               | Gershony / Weinberg (ISR) · L 1–6, 4–6  | Avancerade inte                       | Avancerade inte                      |       |

## Simning
| Namn               | Gren                         | Försök   | Försök    | Final           | Final           |
| Namn               | Gren                         | Resultat | Placering | Resultat        | Placering       |
| ------------------ | ---------------------------- | -------- | --------- | --------------- | --------------- |
| Mikael Fredriksson | Herrarnas 50 m ryggsim S3    | 56.28    | 7         | 55.81           | 6               |
| Mikael Fredriksson | Herrarnas 150 m medley SM3   | 3:27.11  | 9         | Avancerade inte | Avancerade inte |
| Christoffer Lindhe | Herrarnas 50 m frisim S4     | 41.52    | 8         | 41.02           | 7               |
| Christoffer Lindhe | Herrarnas 100 m frisim S4    | 1:29.11  | 6         | 1:28.06         | 6               |
| Christoffer Lindhe | Herrarnas 200 m frisim S4    | 3:06.60  | 5         | 3:07.02         | 5               |
| Christoffer Lindhe | Herrarnas 150 m medley SM3   | 3:05.86  | 3         | 3:04.12         | 4               |
| Anders Olsson      | Herrarnas 50 m frisim S6     | 33.88    | 12        | Avancerade inte | Avancerade inte |
| Anders Olsson      | Herrarnas 100 m frisim S6    | 1:11.04  | 6         | 1:10.12         | 6               |
| Anders Olsson      | Herrarnas 400 m frisim S6    | 5:06.90  | 2         | 5:03.44         | 2               |
| Anders Olsson      | Herrarnas 100 m bröstsim SB5 | 1:41.08  | 6         | 1:41.59         | 6               |
| Jennie Ekström     | Damernas 50 m ryggsim S4     | 1:01.53  | 6         | 1:00.37         | 6               |
| Pernilla Lindberg  | Damernas 200 m frisim S14    | 2:16.39  | 5         | 2:15.33         | 5               |
| Pernilla Lindberg  | Damernas 100 m bröstsim SB14 | 1:27.50  | 11        | Avancerade inte | Avancerade inte |
| Pernilla Lindberg  | Damernas 100 m ryggsim S14   | 1:18.38  | 10        | Avancerade inte | Avancerade inte |
| Maja Reichard      | Damernas 50 m frisim S11     | 33.17    | =5        | 32.66           | 5               |
| Maja Reichard      | Damernas 100 m frisim S11    | 1:16.20  | 7         | 1:12.65         | 7               |
| Maja Reichard      | Damernas 100 bröstsim SB11   | 1:28.51  | 1         | 1:27.98         | 1               |
| Maja Reichard      | Damernas 200 m medley SM11   | 3:03.72  | 5         | 3:00.08         | 4               |